# MG XPower SV
MG XPower SV – samochód sportowy produkowany przez brytyjską firmę MG Rover Group w latach 2004–2005. Dostępny jako 2-drzwiowe coupé. Do napędu używano silników V8 o pojemności 4,6 (SV) lub 5,0 (SV-R) litra. Moc przenoszona była na oś tylną poprzez 5-biegową manualną skrzynię biegów. 
Samochód bazował konstrukcyjnie na modelu Qvale Mangusta.

## Dane techniczne (SV)

### Silnik
- V8 4,6 l (4601 cm³), 4 zawory na cylinder, DOHC
- Układ zasilania: wtrysk EFi
- Średnica cylindra × skok tłoka: 90,20 mm × 90,00 mm
- Stopień sprężania: 10,0:1
- Moc maksymalna: 324 KM (239 kW) przy 6000 obr./min
- Maksymalny moment obrotowy: 410 N•m przy 4750 obr./min

### Osiągi
- Przyspieszenie 0-100 km/h: 5,3 s
- Prędkość maksymalna: 266 km/h

## Dane techniczne (SV-R)

### Silnik
- V8 5,0 l (4996 cm³), 4 zawory na cylinder, DOHC
- Układ zasilania: wtrysk EFi
- Średnica cylindra × skok tłoka: 94,00 mm × 90,00 mm
- Stopień sprężania: 11,4:1
- Moc maksymalna: 406 KM (298 kW) przy 6000 obr./min
- Maksymalny moment obrotowy: 510 N•m przy 4750 obr./min

### Osiągi
- Przyspieszenie 0-100 km/h: 5,1 s
- Prędkość maksymalna: 284 km/h

## Galeria

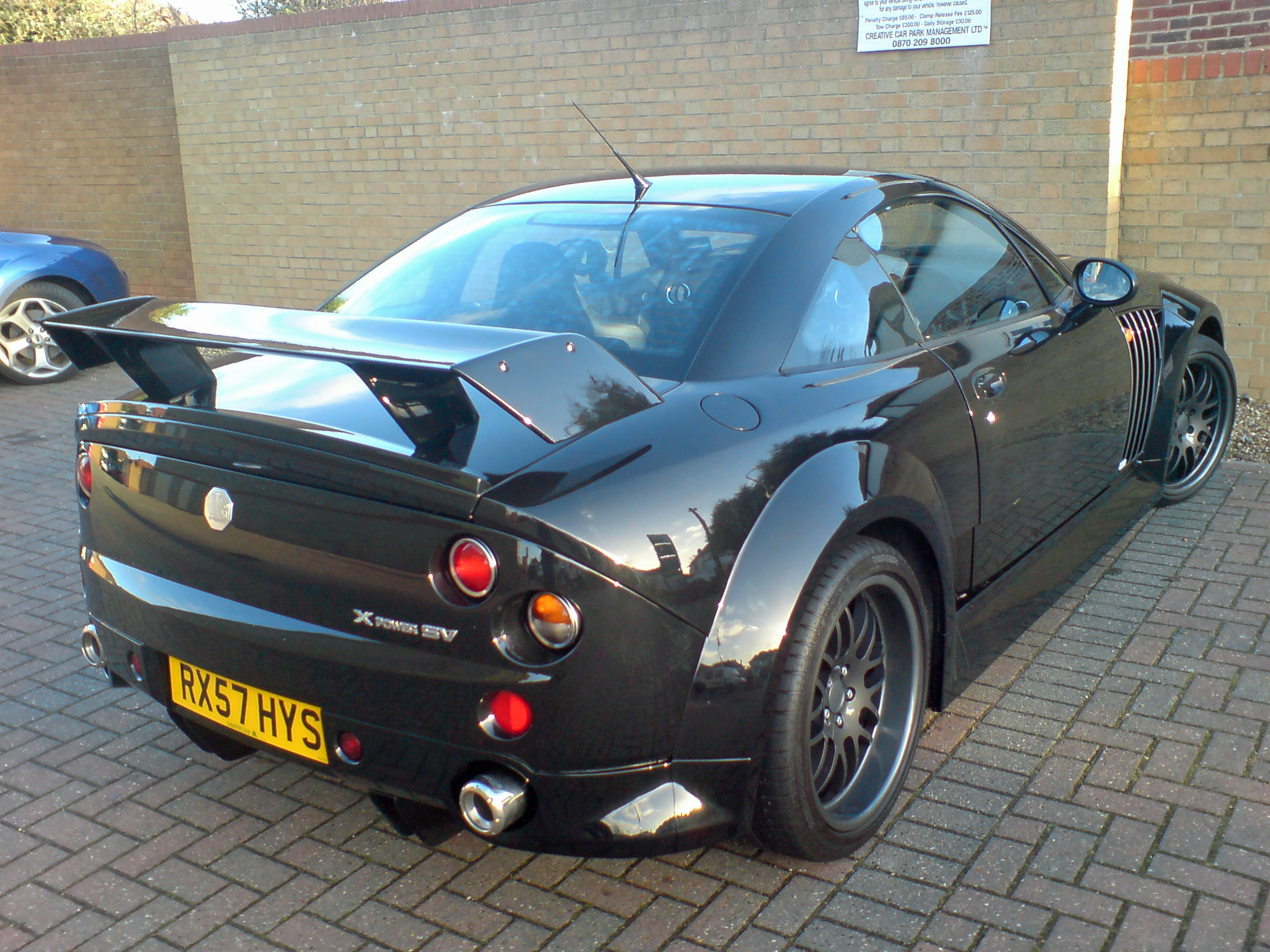
MG XPower SV
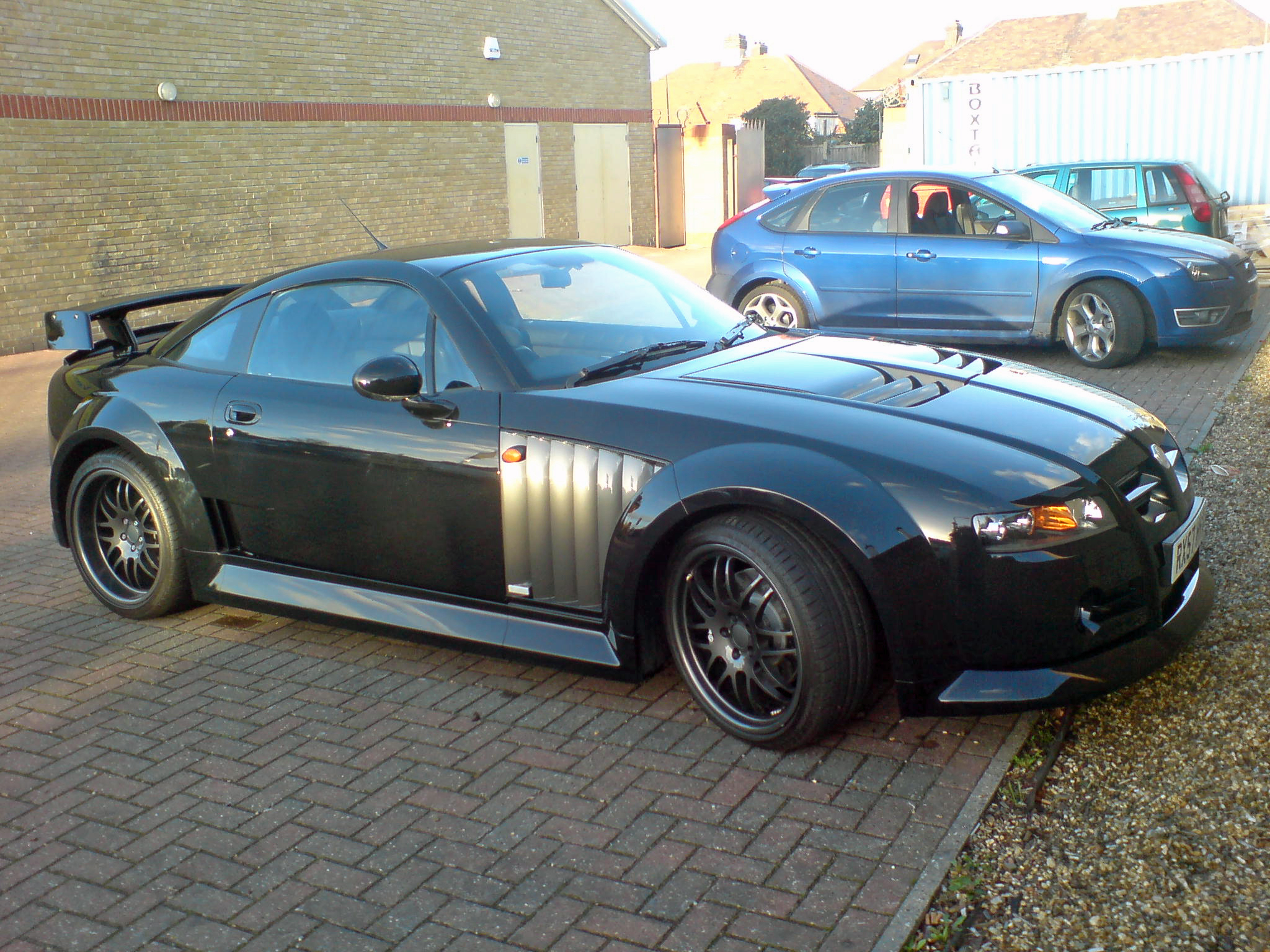
MG XPower SV
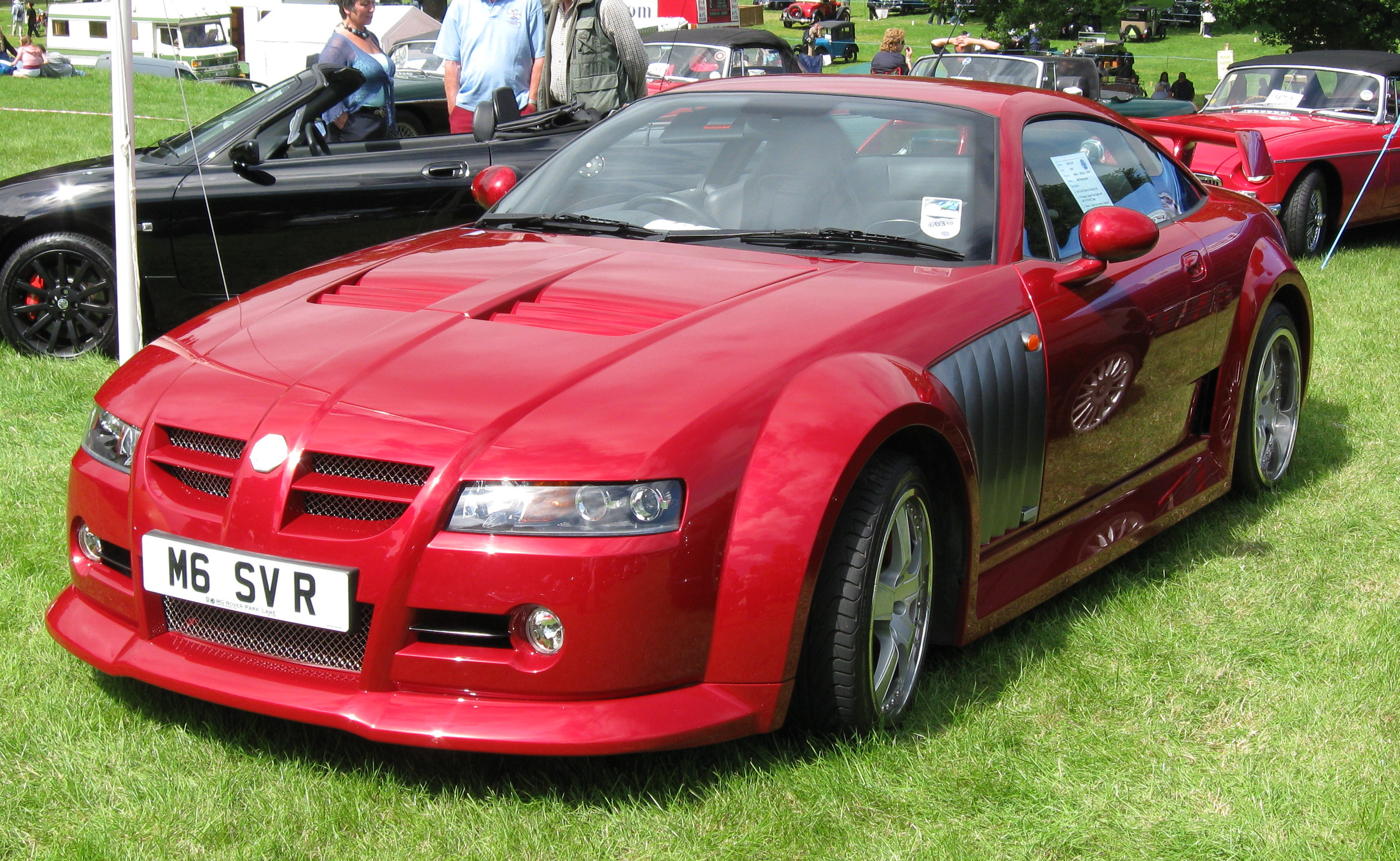
MG XPower SV-R
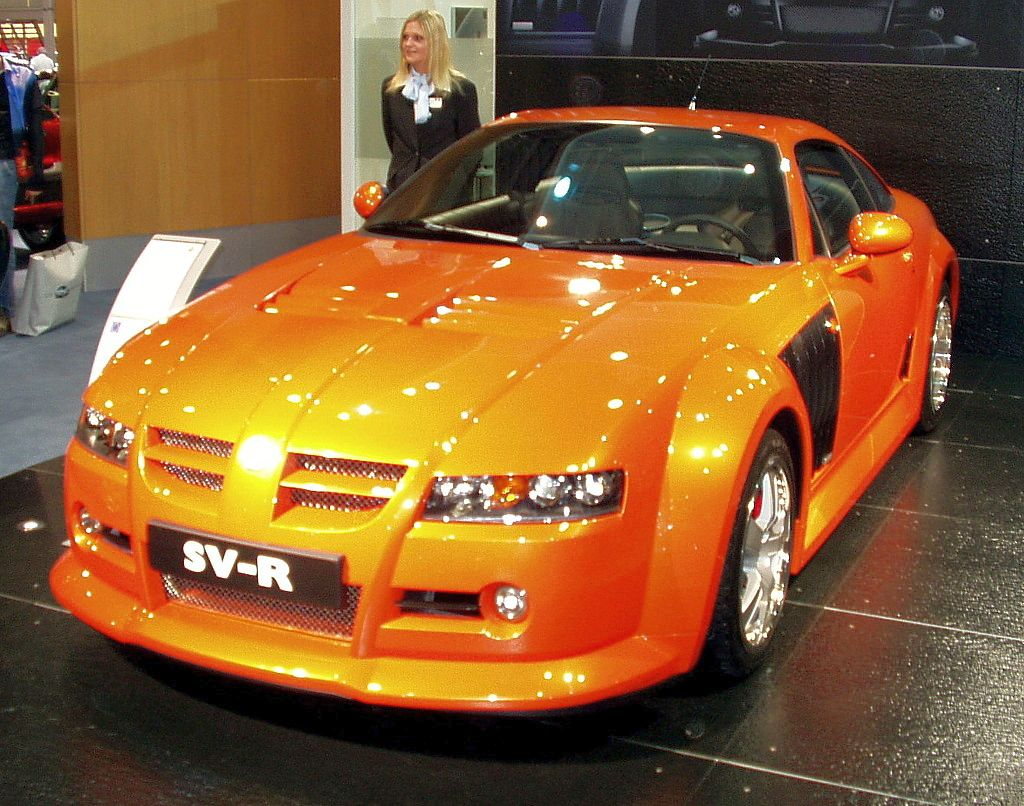
MG XPower SV-R